# Maximinos
Maximinos est une paroisse civile (freguesia) de la municipalité de Braga, au Portugal.